# جاوید جهانگیری
 جاوید جهانگیری  (زاده ۱۳۲۷ - درگذشته ۴ آذر ۱۳۹۶) بازیکن سابق فوتبال ایران است. او سابقه بازی در ملوان بندر انزلی و سپیدرود رشت را دارد. 
وی سابقه ۲ بازی ملی نیز در کارنامه دارد.